# Pontocypridoidea
Pontocypridoidea is een superfamilie van kreeftachtigen uit de klasse van de Ostracoda (mosselkreeftjes).

## Familie
- Pontocyprididae Müller, 1894